# Человек с моим лицом
«Человек с моим лицом» (англ. The Man with My Face) — фильм нуар режиссёра Эдварда Монтаня, который вышел на экраны в 1951 году.
Фильм рассказывает о бухгалтере Чике Грэме (Барри Нельсон), который, вернувшись однажды домой, обнаруживает, что его место занял некто, очень похожий на него. Этот самозванец настолько убедительно играет свою роль, что Чика отказываются признать даже его жена (Линн Эйнли) и деловой партнёр (Джон Харви). Более того, вскоре Чик оказывается под подозрением в крупной финансовой афере, и в итоге лишь с помощью бывшей возлюбленной (Кэрол Мэтьюз) и её брата (Джек Уорден) ему удаётся оправдаться и разоблачить коварного самозванца.
Хотя события романа, который лёг в основу фильма, происходят в Калифорнии, действие фильма перенесено в Пуэрто-Рико, Это единственный фильм нуар, снятый на натуре в этой стране.
Фильм не привлёк к себе особого внимания после выхода на экраны и получил сдержанно позитивные отзывы современных критиков, отметивших интересную завязку картины и хорошую игру Барри Нельсона в главной роли.

## Сюжет
Американец Чик Грэм (Барри Нельсон) во время Второй мировой войны служил в Пуэрто-Рико. С наступлением мира он снова приехал на остров, открыв в Сан-Хуане вместе со своим боевым товарищем Бастером Коксом (Джон Харви) компанию, предоставляющую бухгалтерские услуги мелкому бизнесу. Пять лет назад он женился на Коре (Линн Эйнли), сестре Бастера, сексуальной блондинке, проводящей время за посещением модных магазинов, салонов красоты и за отдыхом на морском побережье. Однажды после работы Чик ожидает около своего офиса Кору, которая должна подвези его домой, однако она так и не появляется. Когда Чик звонит ей по телефону, Кора делает вид, что не узнаёт его. Тогда Чик приезжает домой на такси, где Кора спокойно раскладывает пасьянс, а Бастер читает журнал. Вскоре из кухни в гостиную входит мужчина как две капли воды похожий на Чика (также Барри Нельсон), который утверждает, что он и есть Чик Грэм. Его слова подтверждают как Кора, так и Бастер. И даже его любимая собака Джиггс встаёт на сторону самозванца, кусая Чика за руку, когда тот выходит из себя и пытается ударить занявшего его место мошенника. Для разбора ситуации приглашают сержанта полиции (Генри Лэскоу), и самозванцу удаётся убедить копа, что он и есть настоящий Чик. Он демонстрирует поддельные документы с образцами отпечатков пальцев и умело имитирует подпись Чика при сверке в то время, как сам Чик не может поставить подпись из-за укуса. После этого сержант увозит Чика в полицейский участок для выяснения его личности и дальнейшего определения его судьбы. За входом в участок наблюдает направленный самозванцем кинолог Мэдоуз (Джим Боулс) с мощным натренированным доберманом. Когда сержант выводит Чика из машины, Мэдоуз пускает на него собаку, однако та по ошибке набрасывается на сержанта, и, воспользовавшись моментом, Чик убегает. После этого Мэдоуз звонит самозванцу, называя его Берт, и докладывает о том, что упустил Чика. Берт отчитывает Мэдоуза, который в своё время занимался подготовкой собак-убийц для армии. Берт заявляет, что за свои 50 тысяч долларов Мэдоуз должен был подготовить собаку, которая справится с заданием, после чего приказывает собаководу довести дело до конца. Дома Берт напоминает Коре, что если Чик останется жив, то весь их план рано или поздно рухнет.
Тем временем Чик забредает в местный бар, где слышит сообщение по радио о том, что некто Альберт «Берт» Рэнд, который по описанию очень похож на Чика, находится в бегах за похищение государственных облигаций на сумму 1 миллион долларов в Майами, Флорида. Опасаясь, что завсегдатаи примут его за вора, Чик пытается незаметно выйти из бара, однако около дверей его замечает знакомый торговец бухгалтерским оборудованием Эл Грант (Джонни Кейн). Чтобы отвязаться от него как можно скорее, Чик соглашается обсудить его деловое предложение в своём офисе на следующее утро. Чик направляется в гостиницу, проводя остаток дня в номере. Он догадывается, что Берт Рэнд и есть тот человек, который решил спрятаться от правосудия, использовав его личность. Вскоре Чик находит подтверждение своим мыслям, увидев в газете фотографию Берта, который внешне не отличим от Чика. Чик понимает, что никто не сможет подтвердить его личность, так как даже жена и его партнёр отказались от него. Тогда он вспоминает о Мэри Дэвис (Кэрол Мэтьюз), своей бывшей возлюбленной, с которой он встречался до появления Коры. Чик звонит Мэри, однако трубку берёт её брат Уолт (Джек Уорден). Уолт не хочет с говорить с Чиком, памятуя о том, как некрасиво тот поступил пять лет назад, резко оборвав все контакты с Мэри без всяких объяснений. Однако трубку забирает Мэри, которая сразу же соглашается помочь бывшему возлюбленному, к которому по-прежнему испытывает добрые чувства. При встрече Чик обсуждает свою ситуацию с Мэри и Уолтом, заключая, что Кора и Бастер находятся в сговоре с Рэндом. Чик и Мэри вспоминают, как во время службы Чика в армии они обменивались письмами практически ежедневно, однако в определённый момент письма перестали приходить, хотя они продолжали писать друг другу. Чик и Мэри догадываются, что письма перестали поступать потому, что их стал перехватывать Бастер, который в то время служил в военной почте. А вскоре после прекращения поступления писем Бастер познакомил Чика со своей сестрой Корой, и они поженились. Чик и Мэри понимают, что Бастер и Кора состояли в сговоре с Рэндом ещё пять лет назад. После этого, как они понимают, Рэнд, Бастер и Кора постепенно подделали идентификационные и финансовые документы Чика, а Рэнд научился воспроизводить его подпись. Он также незаметно подменил Джиггса на внешне такую же собаку, которую выдрессировал Мэдоуз.
На следующее утро Грант приходит в офис бухгалтерской компании Чика и Бастера, обращаясь к Рэнду как к Чику, однако тот не узнаёт его и не может вспомнить, о каком оборудовании они говорили вчера. Сопоставив странное поведение Рэнда с фото, которое он видел в газете, Грант догадывается, что Рэнд и есть тот самый грабитель из Майами, и решает пойти на шантаж. Грант требует половину всех похищенных Рэндом денег, и тот быстро соглашается. Они договариваются встретиться для передачи денег на следующий день в пустынном месте. На встречу Рэнд прибывает с Мэдоузом и его доберманом, который убивает Гранта. Тем временем преступникам удаётся выяснить, что Чик скрывается у Мэри, и Рэнд посылает Мэдоуза с доберманом, чтобы тот убил Чика. Мэри однако не поддаётся на уловку Мэдоуза и не открывает ему дверь. Чик видит, что Мэдоуз с собакой поджидает его около дома. С помощью Уолта, который отвлекает собаку, Чику удаётся выскочить на улицу и незаметно вернуться в свой гостиничный номер. На следующий день Чик решает скрыться от преследования, покинув остров, однако полиция в поисках грабителя осуществляет жёсткие проверки выезжающих в аэропорту и во всех морских портах. Когда расстроенный Чик бредёт по улице, его неожиданно останавливает молодая девушка по имени Хуанита (Чинита), с которой, как понимает из разговора Чик, до последнего времени встречался Рэнд. Хуанита даёт Чику ключ от своей квартиры и просит подождать её возвращения с тем, чтобы обсудить их отношения. Чик понимает, что Рэнд использовал Хуаниту, чтобы из её дома следить за ним, изучая его повадки и поведение в быту. Вечером во время встречи с Хуанитой в её квартире, она понимает, что имеет дело не с Рэндом. После этого Чик объясняет ей, что произошло, и просит девушку пойти в полицию и рассказать обо всём, что ей известно о Рэнде. Чик уезжает за Мэри, однако когда они вместе с Уолтом возвращаются к дому Хуаниты, то видят у дверей толпу зевак, выясняя, что девушку только что убили.
На следующее утро в баре Мэдоуз находит Чика, и, угрожая доберманом, заставляет того пойти с собой в прибрежное бунгало, которое арендовал Рэнд. Вскоре прибывают Рэнд с Бастером и Кори, и Рэнд решает, что с Чиком надо кончать. Однако перед этим он хочет заманить в бунгало также Мэри и Уолта, которых собирается убрать как ненужных свидетелей. Рэнд решает застрелить Мэри таким образом как будто это сделал Чик, а затем сбросить Чика в автомобиле со скалы вместе с оружием преступления. Тогда, как он считает, полиция сразу же закроет дело в связи со смертью подозреваемого. Рэнд звонит Мэри и, выдавая себя за Чака, договаривается о встрече с ней в отдалённом парке. Однако Мэри по голосу понимает, что с ней говорил не Чик, и звонит в полицию. Рэнд посылает Бастера, чтобы тот встретил Мэри и Уолта и затем привёз их в бунгало. Оставшись на мгновение с Чиком наедине, Кора пытается объяснить ему, что согласилась участвовать в плане Рэнда только из-за денег и не желает ему зла, однако Чик отказывается её слушать. Рэнд ждёт, когда Бастер привезёт Мэри и Уолта, приказывая Мэдоузу запереть Чика в комнате под наблюдением добермана. Бастер встречает Мэри, однако следом подъезжает Уолт вместе с полицейскими, которые задерживают Бастера, после чего все вместе направляются в бунгало. Тем временем Чику удаётся обмануть добермана. Заперев собаку в гардеробе, он вышибает окно и убегает вдоль морского берега. Услышав шум, Рэнд и Мэдоуз выпускают собаку и вслед за ней начинают преследование Чика, который скрывается в старой разрушенной крепости. Полиция приезжает в бунгало, задерживая пьяную Кору, которая узнаёт от Мэри, что та была возлюбленной Чика до неё. Кора сообщает полиции, что Рэнд и Мэдоуз с доберманом преследуют Чика в районе старой крепости. Когда Уолт, Мэри и полиция прибывают в крепость, полиция загоняет Рэнда в тупик. Тогда он, выдавая себя за Чика, и подражая его внешности и повадкам, бежит навстречу к полиции, убеждая догнать и схватить Чика. Полиция бросается вперёд, оставляя Рэнда наедине с Мэри, которая сразу понимает, что это не Чик. Их замечает Мэдоуз, и, ошибочно принимая Рэнда за Чика, натравливает на него своего добермана. Собака догоняет Рэнда на самом краю высокой крепостной стены, отчаянно вцепляясь в него. Начинается схватка, в результате которой Рэнд падает со стены вниз и разбивается о морские скалы. Вернув себе свою личность, Чик переезжает в новый дом с новой собакой и новой женой.

## В ролях
- Барри Нельсон — Чарльз «Чик» Грэм / Альберт «Берт» Рэнд
- Кэрол Мэтьюз — Мэри Дэвис
- Линн Эйнли — Кора Кокс Грэм
- Джон Харви — Бастер Кокс
- Джим Боулс — Мэдоуз
- Джек Уорден — Уолт Дэвис
- Генри Лэскоу — сержант полиции
- Джонни Кейн — Эл Грант
- Чинита — Хуанита
- Армандо Миранда — бармен в ночном клубе

## Создатели фильма и исполнители главных ролей
Режиссёр Эдвард Монтань поставил на большом экране всего семь фильмов, среди них шпионский триллер «Проект Х» (1949), фильм нуар «Татуированная незнакомка» (1950) и военная комедия «Флот Макхейла» (1964). Начиная с 1952 года Монтань преимущественно работал в качестве телепродюсера, в частности, в 1962—1966 годах был продюсером 138 эпизодов военного ситкома «Флот Макхейла».
Как ответил рецензент Noir of the Week, Барри Нельсон был первым актёром, который сыграл на экране Джеймса Бонда, это было в 1954 году в американском телевизионном фильме «Казино „Рояль“». В кино Нельсон сыграл в фильме нуар «Джонни Игер» (1942), детективных комедиях «Тень тонкого человека» (1942) и «Мейзи под прикрытием» (1947), однако в основном работал на телевидении в таких сериалах, как «Саспенс» (1950—1951), «Охотник» (1952) и «Мой любимый муж» (1953—1955). В 1980 году он сыграл заметную роль в фильме Стенли Кубрика «Сияние» (1980).

## История создания фильма
Сценарий фильма написал Сэмюэл У. Тейлор (англ. Samuel W. Taylor) по собственному роману «Человек с моим лицом», который публиковался с продолжением в журнале Liberty в феврале-июле 1948 года.
Согласно информации «Голливуд Репортер» от 20 августа 1948 года, права на экранизацию романа Тейлора приобрели Томас Макгоуэн (англ.  Thomas McGowan) и Эрнест Уолф (англ.  Ernest Wolfe) с целью производства независимого фильма. Однако 11 апреля 1950 года «Голливуд Репортер» сообщил, что опцию на выкуп прав получила продюсерская компания Jesse Smith Productions и что в 1950 году продюсер Эдвард Гарднер (англ.  Edward Gardner ) эти права выкупил.
Фильм был полностью был снят на натуре в Пуэрто-Рико, а финальные сцены снимались в Fort Morro Castle (согласно другому источнику, в Fort San Cristobal). По информации «Лос-Анджелес Таймс» от 28 августа 1951 года, все интерьерные съёмки проводились в реальных домах и офисах.
Фильм начинается и заканчивается закадровым рассказом Барри Нельсона от имени своего персонажа Чика Грэма, который описывает свою повседневную жизнь в Пуэрто-Рико.

## Оценка фильма критикой

### Общая оценка фильма
По мнению современного кинокритика Денниса Шварца, это «психологический триллер категории В», у которого «хорошая завязка, но слабое исполнение». Режиссёр фильма Монтань делает фильм «достаточно хорошим, чтобы развлечься и убить время, но, к сожалению, он совершенно не убедителен». По словам критика, «самый увлекательный момент происходит в кульминации, когда собака-убийца, которая натаскана убить Чика, из-за возникшей путаницы по ошибке нападает на Рэнда».
Рецензент Noir of the Week оценил фильм как «выше среднего для категории В с достаточным количеством сюжетных поворотов, чтобы удовлетворить поклонников нуара. В визуальном плане у него достаточно нуаровый стиль, чтобы его причислить к этому направлению». Как далее пишет критик, фильм очень удачно использует местные локации — «город Сан-Хуан, пляжи, гостиницы и магазины придают уникальный облик и атмосферу фильму. Несколько местных жителей-непрофессионалов также получают небольшие роли». Для поддержания интереса фильм «предлагает много тёмных переулков и головокружительных пропастей», а сам сюжет — «это чистый нуар с довольно оригинальным поворотом». Как полагает рецензент, фильм является комбинацией темы «не того человека», которая наилучшим образом представлена у Хичкока в фильме «Не тот человек» (1956) и идеи о «двойниках», примером чего служит фильм нуар «Бессмысленный триумф» (1948)). Как отмечает Хэл Эриксон, в «кульминации фильм заимствует приём с собакой из более ранней мелодрамы о близнецах „Чёрная комната“ (1935)». В конечном итоге, рецензент Noir of the Week приходит к заключению, что «со своим необычным местом действия и хорошей игрой актёра в главной роли, этот фильм заслуживает просмотра любителями нуара».

### Оценка актёрской игры
Как отметил Хэл Эриксон, фильм служит «демонстрацией актёрского мастерства Барри Нельсона», который исполняет обе главные роли. Как отмечено в рецензии Noir of the Week, «среди актёров лишь два хорошо известных имени — исполнитель главной роли Барри Нельсон и Джек Уорден (в очень небольшой роли). Нельсон показывает себя более чем умело в своей двойной роли. Он не делает своих персонажей слишком разными, но играет обоих убедительно». Что касается Коры в исполнении Линн Эйнли, то она «очень жестка и неприятна. Даже её монолог с сожалениями в заключительной части не способен смягчить большинство зрителей в её отношении. Она алчная гарпия, которая заслуживает своей судьбы. Все остальные столь же хороши в фильме, особенно Джим Боулс в роли тренера добермана Мэдоуза».